# Suplement diety

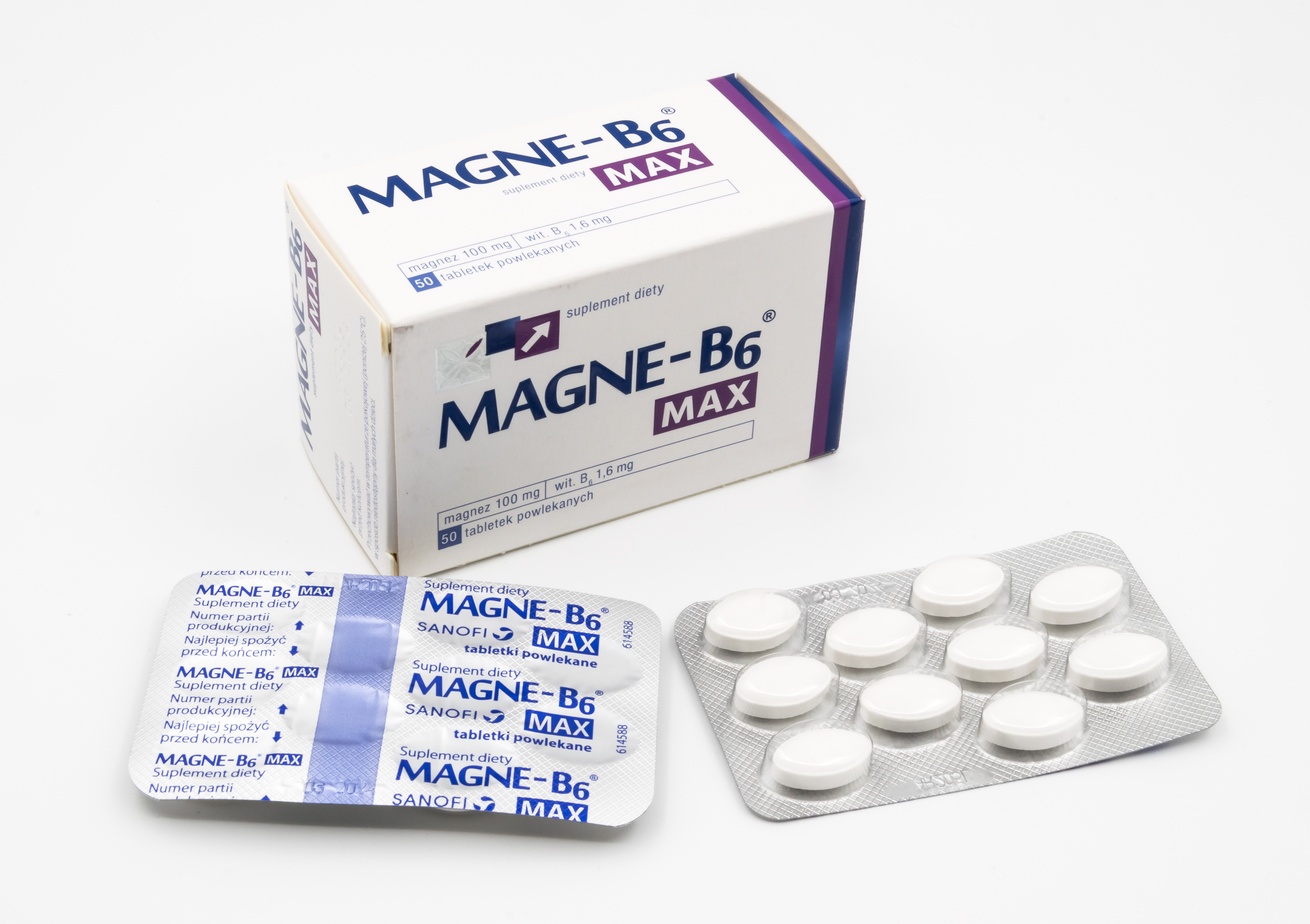
Suplement diety

Suplement diety – środek spożywczy, którego celem jest uzupełnienie normalnej diety, będący skoncentrowanym źródłem witamin lub składników mineralnych lub innych substancji wykazujących efekt odżywczy lub inny fizjologiczny nie będący lekiem. Są wprowadzane do obrotu w formie umożliwiającej dawkowanie, w postaci: kapsułek, tabletek, drażetek i w innych podobnych postaciach, saszetek z proszkiem, ampułek z płynem, butelek z kroplomierzem i w innych podobnych postaciach płynów i proszków przeznaczonych do spożywania w małych, odmierzonych ilościach jednostkowych, z wyłączeniem produktów posiadających właściwości produktu leczniczego w rozumieniu przepisów prawa farmaceutycznego.
Suplementy diety jako środki spożywcze muszą mieć cechy i spełniać kryteria, za pomocą których charakteryzuje się żywność pod względem jakości sensorycznej, wartości odżywczej i bezpieczeństwa dla zdrowia konsumenta.
Suplementy zazwyczaj są produkowane i wprowadzane do obrotu w formie umożliwiającej ich precyzyjne i łatwe dawkowanie, co w połączeniu z często spotykaną sprzedażą w aptekach może sugerować ich związek z lekami. Jednak w Unii Europejskiej suplementy diety nie były i nie są traktowane jak leki. W Polsce suplementy diety dopuszcza do obrotu Główny Inspektor Sanitarny i podległe mu urzędy (a nie Główny Inspektor Farmaceutyczny lub Urząd Rejestracji Leków i Produktów Biobójczych).
Istnieje bliski związek pomiędzy zdrowiem człowieka, długością i jakością jego życia, a charakterystyką jego odżywiania się. Do normalnego funkcjonowania komórek organizmu niezbędnych jest wiele mikroskładników, których część może być dostarczana w postaci suplementów diety. Jednakże badania naukowe wskazały, że suplementacja diety nie zapobiega rozmaitym chorobom, ani nie przynosi jakiekolwiek innych korzyści większości ludziom (przynajmniej w populacjach, gdzie dieta bogata w mikroelementy jest ogólnie dostępna, jak w USA).

## Badania nad spożywaniem suplementów w Polsce
Przeprowadzone przez OBOP (obecnie TNS Polska) badania z 2006 roku wykazują, że w ciągu roku 22% Polaków zażyło co najmniej jeden suplement diety. Wśród tej grupy większość stanowią kobiety. Respondenci stwierdzili, że stosowali suplementy najczęściej z powodu spadku sił fizycznych (31%) i choroby (30%). Profilaktycznie po suplementy sięgało 28% badanych.
Kolejne badanie przeprowadzone przez TNS Polska w 2014 r. wykazało, że wiedza na temat suplementów diety jest wśród Polaków na bardzo niskim poziomie. Co czwarty badany nie potrafił zdefiniować pojęcia „suplement diety”. Według badania wiele osób mylnie uznaje suplementy za „witaminy” (31% ankietowanych) lub „minerały” (8%), z kolei 41% badanych przypisało suplementom diety właściwości lecznicze, których te produkty nie posiadają. Ponadto 50% ankietowanych uważało, że suplementy są kontrolowane w taki sam sposób jak leki, a 37% – że skuteczność suplementów diety jest weryfikowana.
W 2015 r. Polacy wydali na suplementy diety 3,5 mld zł – kupując blisko 190 mln opakowań. Oznacza to, że statystyczny Polak nabył w ciągu roku 6 opakowań suplementów diety, wydając na nie ok. 100 zł. Od roku 2007 w rejestrze Głównego Inspektoratu Sanitarnego wpisano łącznie blisko 30 tys. suplementów diety. Szacuje się, że w latach 2017–2020 rynek ten będzie rozwijał się w tempie ok. 8% rocznie.

## Wpływ niektórych suplementów diety na zdrowie
Badania laboratoryjne zlecone przez Najwyższą Izbę Kontroli wykazały, że wiele suplementów diety nie posiadało cech deklarowanych przez producentów, a niektóre produkty były nawet szkodliwe dla zdrowia. W sprzedaży obok rzetelnych preparatów znajdowały się suplementy diety zawierające np. bakterie chorobotwórcze, substancje zakazane z listy psychoaktywnych lub substancje podobne strukturalnie do amfetaminy (działające jak narkotyki). Produkty te były dostępne zarówno w sprzedaży internetowej, jak i w sklepach stacjonarnych oraz w aptekach. NIK zwróciła również uwagę na problem prowadzenia przez producentów i dystrybutorów praktyk oszukańczych, polegających na reklamowaniu suplementów diety jako równoważnych produktom leczniczym. Raport NIK z 2017 r. stwierdza, że w obecnym stanie prawnym każdy może wprowadzić suplement diety do sprzedaży, deklarując jedynie jego skład organom sanitarnym. Kontrole prowadzone przez inspekcję sanitarną dotyczą zaledwie części rynku i mogą trwać nawet kilka lat, co w praktyce oznacza, że sprzedawane suplementy diety w wielu przypadkach nie są badane. Raport Najwyższej Izby Kontroli zawiera m.in. stwierdzenie, że „rynek suplementów diety w Polsce ocenić należy jako obszar wysokiego ryzyka zdrowotnego, niedostatecznie zdiagnozowanego i nadzorowanego przez służby państwowe odpowiedzialne za bezpieczeństwo żywnościowe”. Reklama suplementów diety, pomimo pewnych regulacji prawnych, bywa zwodnicza. Badania naukowe wskazują, że wysokie zaufanie do reklamy suplementów diety jest powiązane z niską wiedzą na temat tych produktów.

## Regulacje prawne
Przepisy różnych państw i organizacji w rozmaity sposób traktują suplementy diety, uznając je bądź za żywność, bądź za leki. Zbiór międzynarodowych norm żywnościowych Codex Alimentarius uznaje suplementy diety zawierające witaminy i mikroelementy za żywność.
Od 31 lipca 2003 państwa Unii Europejskiej zobowiązane są do dostosowania ustawodawstwa krajowego do prawa unijnego, które określa, które witaminy i składniki mineralne mogą być stosowane do produkcji suplementów, a także w jakiej postaci i formie można te suplementy wytwarzać. Komisja Europejska normuje liczbę dozwolonych w produkcji suplementów witamin i składników mineralnych, co ma służyć unifikacji norm dotyczących znakowania suplementów w poszczególnych krajach. Jednak wciąż otwarty pozostaje problem tzw. produktów pogranicza, które częściowo spełniają zarówno definicję produktu leczniczego, jak i suplementu diety – czyli żywności.

## Podział suplementów ze względu na skład
- Suplementy zawierające witaminy i składniki mineralne
- Suplementy zawierające składniki roślinne i różne ekstrakty roślinne
- Suplementy zawierające niezbędne kwasy tłuszczowe
- Suplementy zawierające w składzie błonnik pokarmowy
- Suplementy diety zawierające w swoim składzie probiotyki i prebiotyki
- Suplementy zawierające aminokwasy

## Podział suplementów ze względu na przeznaczenie
- Suplementy wspomagające odchudzanie
- Suplementy wspomagające układ odpornościowy
- Suplementy wpływające na narządy ruchu
- Suplementy wpływające na opóźnienie procesów starzenia
- Suplementy wpływające na układ nerwowy, koncentrację, a także wzmacniające witalność
- Suplementy wpływające na układ sercowo-naczyniowy
- Suplementy wspomagające układ pokarmowy
- Suplementy wspomagające prawidłowy proces widzenia
- Suplementy wpływające na stan skóry, śluzówki, włosów i paznokci
- Suplementy dla sportowców
- Suplementy stosowane w celu zmniejszenia ryzyka osteoporozy[10]